# Тосин Кол
Тосин Кол (енгл. Tosin Cole; Њујорк, 23. јул 1992) је британско-амерички глумац. Кол је најпознатији по улози Рајана Синклера у научно-фантастичној серији Доктор Ху.